# Beniamino Stella
Beniamino Stella (Pieve di Soligo, 18. kolovoza 1941.) talijanski je prelat Katoličke Crkve koji je bio prefekt Kongregacije za kler od 2013. do 2021.; kardinal je od 2014. godine.
Na konzistoriju od 22. veljače 2014. imenovan je kardinalom-đakonom crkve Santi Cosma e Damiano.